# Garessio
Garessio is een gemeente in de Italiaanse provincie Cuneo (regio Piëmont) en telt 3505 inwoners (31-12-2004). De oppervlakte bedraagt 131,0 km², de bevolkingsdichtheid is 27 inwoners per km².

## Demografie
Garessio telt ongeveer 1785 huishoudens. Het aantal inwoners daalde in de periode 1991-2001 met 12,9% volgens cijfers uit de tienjaarlijkse volkstellingen van ISTAT.
| Jaar | Inwoneraantal |
| ---- | ------------- |
| 1991 | 4018          |
| 2001 | 3498          |

## Geografie
De gemeente ligt op ongeveer 621 m boven zeeniveau.
Garessio grenst aan de volgende gemeenten: Bardineto (SV), Calizzano (SV), Castelvecchio di Rocca Barbena (SV), Erli (SV), Nasino (SV), Ormea, Pamparato, Priola, Roburent, Viola.

## Geboren
- Giorgetto Giugiaro (1938), auto-ontwerper
- Giuseppe Penone (1947), beeldhouwer